# Hydrogenas

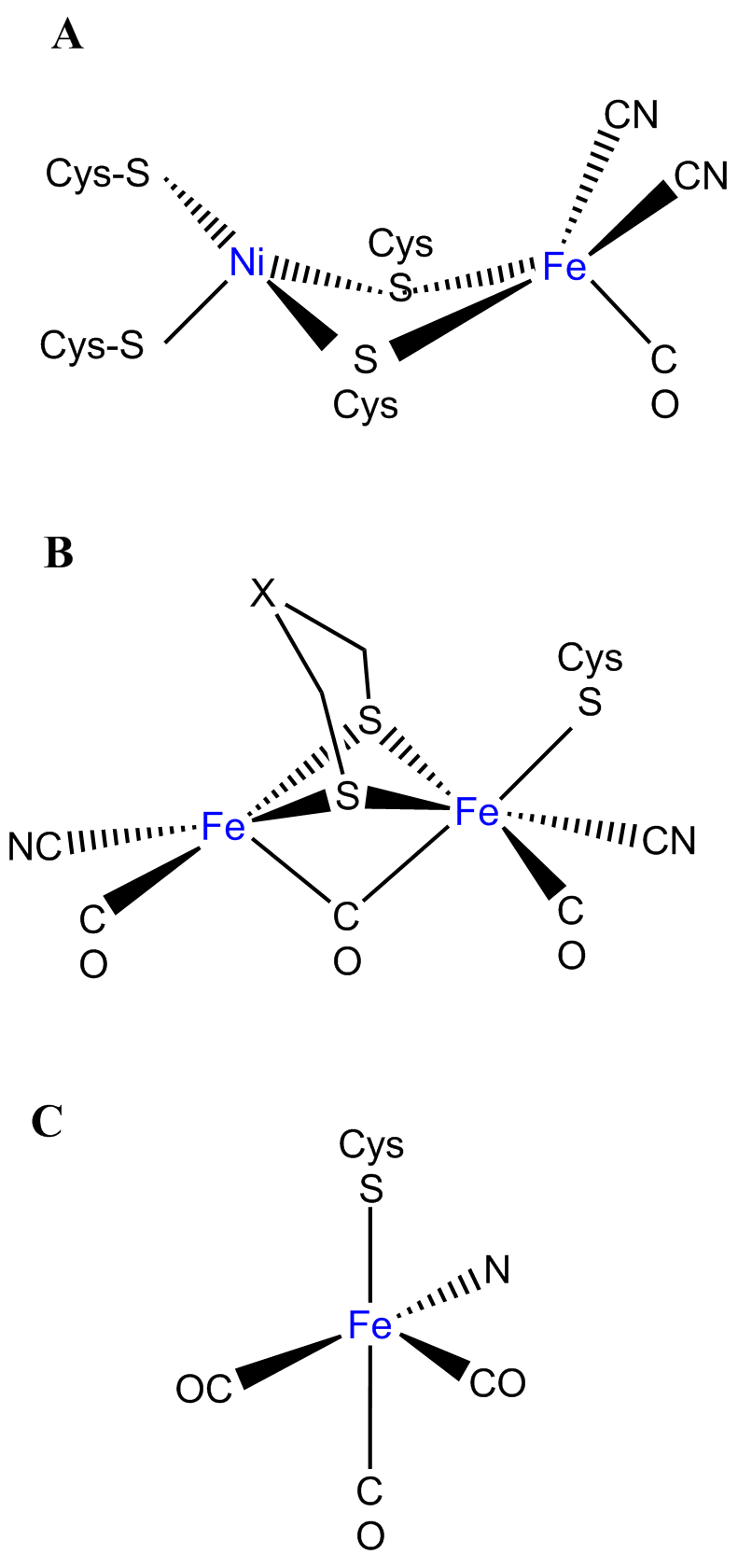

Hydrogenas är ett enzym som katalyserar den reversibla oxidationen av molekylärt diväte (H2) enligt formeln nedan:
H2 + Aox ⇌ 2H+ + Ared
Väteupptag är kopplat till reduktionen av elektronacceptorer såsom syre, nitrat, sulfat, koldioxid (CO2) och fumarat. Protonreduktion är kopplat till oxidationen av elektrondonatorer såsom ferredoxin (FNR), och bidrar till att avlägsna överskott av elektroner i celler (nödvändigt vid pyruvatfermentering). Både mindre föreningar och proteiner såsom FNR, cytokrom c3 och cytokrom c6 kan fungera som fysiologiska elektrondonatorer eller acceptorer för hydrogenaser.